# Un mauvais pantalon
Pour plus de détails, voir Fiche technique et Distribution.

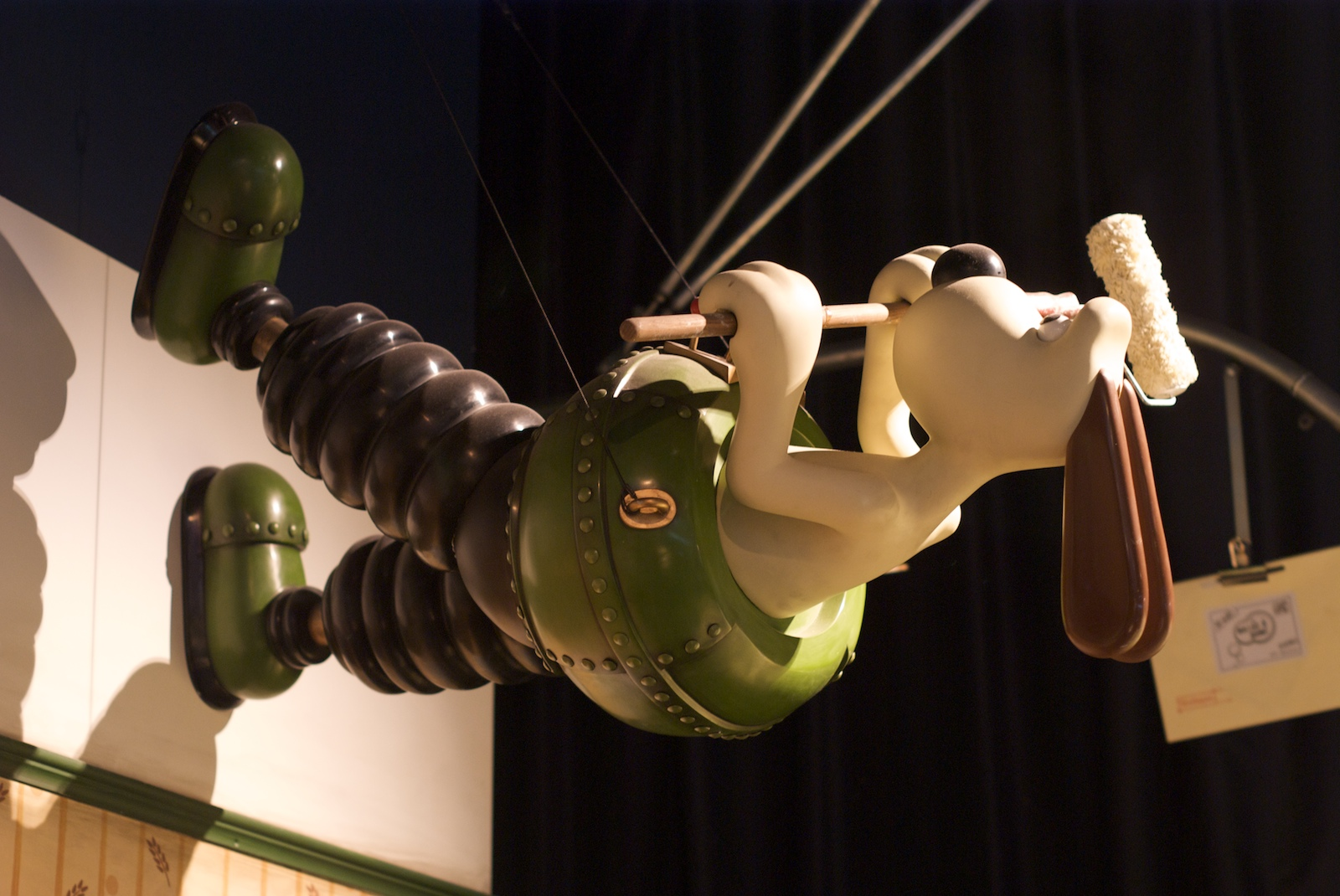
Gromit a enfilé le pantalon électronique.

Un mauvais pantalon (The Wrong Trousers) est un moyen métrage britannique d'animation à base de pâte à modeler réalisé par Nick Park, sorti en 1993. Créé à Bristol dans les studios Aardman Animations, il est le deuxième film mettant en scène Wallace et Gromit, après Une grande excursion (1989).

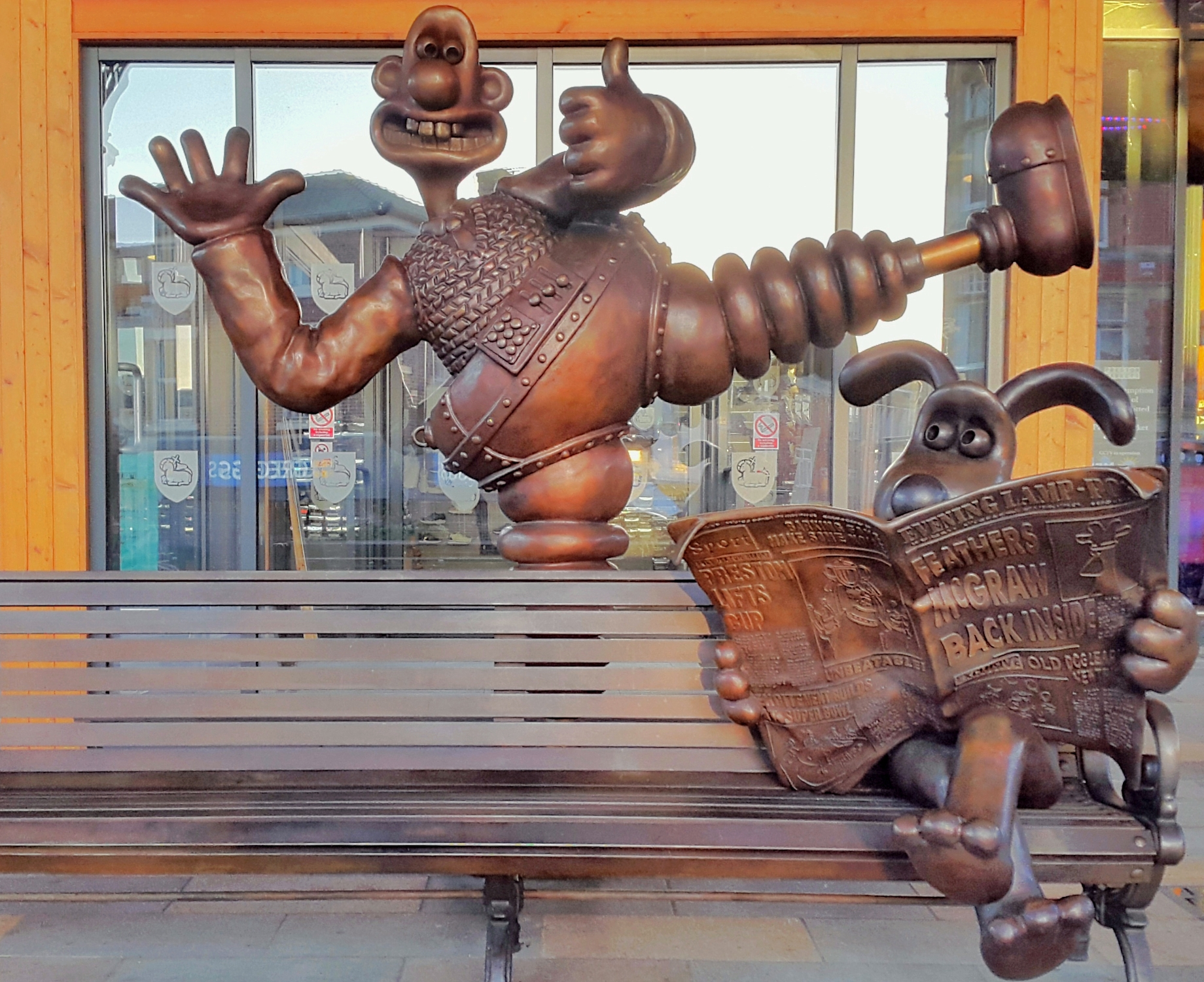
Sculpture représentant des éléments de Un mauvais pantalon à Preston, dans le Lancashire.

La première projection publique du film a eu lieu le 4 septembre 1993 en Italie dans le cadre de la Mostra de Venise. Il est ensuite diffusé au Royaume-Uni à la télévision le 26 décembre 1993. En France, il est montré au Festival international du court métrage de Clermont-Ferrand en février 1994 puis est distribué en salles à partir du 21 décembre 1994.
Une suite directe est sortie en 2025 sur Netflix avec le long métrage intitulé Wallace et Gromit : La Palme de la vengeance.

## Synopsis

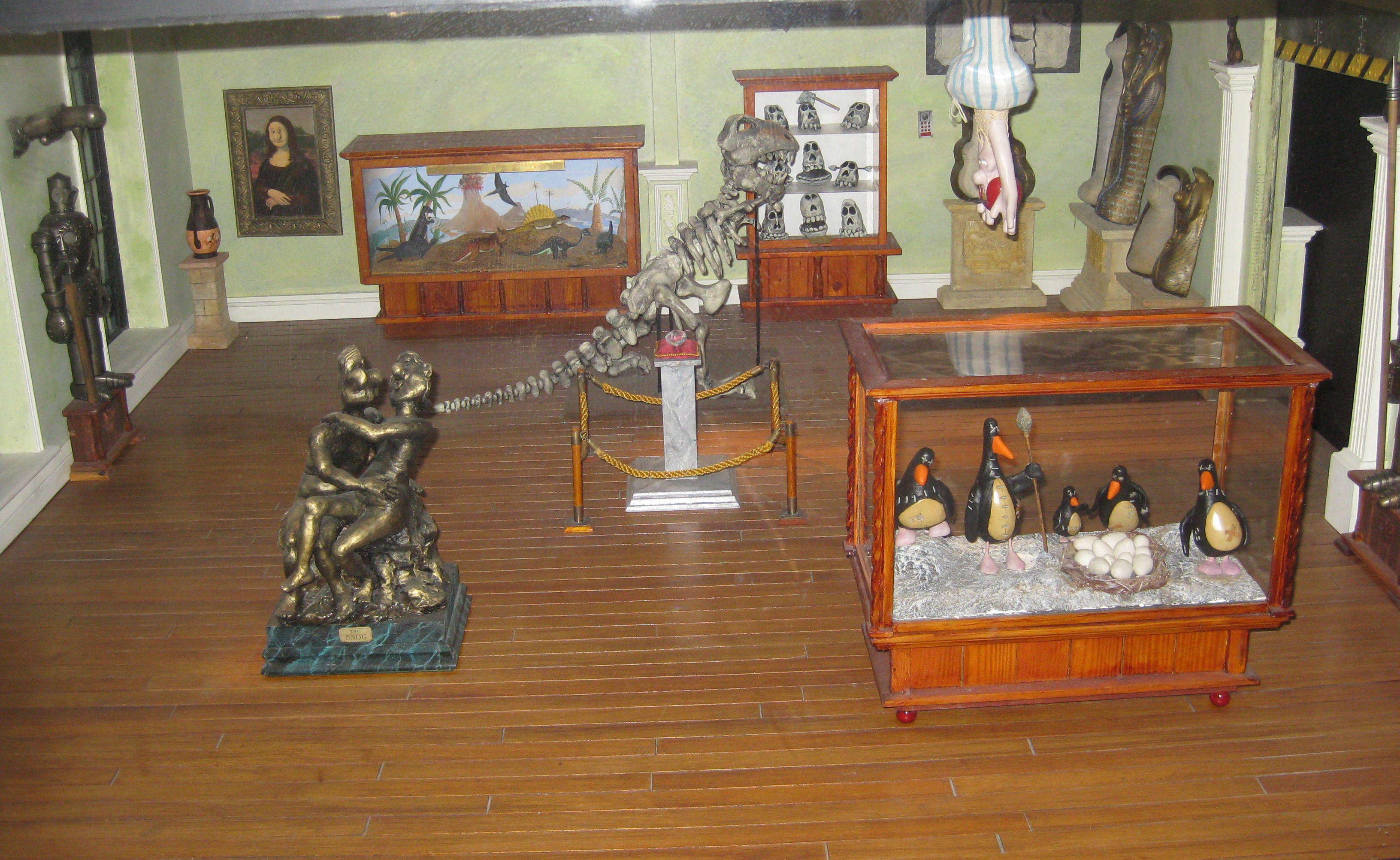
Un décor du film, exposé au National Media Museum à Bradford.

Les finances de Wallace sont au plus bas, ce qui contraint l'inventeur à louer la chambre d'amis de la maison. Il offre tout de même à Gromit une laisse ainsi qu'un « pantalon électronique » autonome pour son anniversaire. Peu après, Wallace reçoit un locataire, un manchot, qui décide de s'installer dans la chambre de Gromit. Au fil des jours, voyant que le nouveau locataire prend de plus en plus d'importance dans le foyer, Gromit décide de quitter la maison. Le manchot, satisfait, récupère un des livres favoris de Gromit (Électronique pour chiens) et s'affaire à modifier le pantalon électronique.
Le lendemain, Wallace, par l'intermédiaire de son lit à bascule, se retrouve malgré lui dans le pantalon électronique, que le manchot contrôle à distance. Il fait faire à Wallace le tour de la ville à un rythme effréné. Pendant ce temps, Gromit voit un avis de recherche pour un « poulet » criminel ressemblant étrangement au nouveau locataire. Peu après, le pantalon ramène Wallace jusqu'à son lit où il s'endort, épuisé. Gromit surprend ensuite le manchot en train de prendre des mesures sur les fenêtres d'un musée, où se trouve exposé un gros diamant.
La nuit tombée, Gromit, entretemps revenu à la maison, découvre l'identité du locataire. Ce dernier se révèle être Feather McGraw, un criminel recherché qui se travestit en poulet en enfilant sur sa tête un gant de caoutchouc rouge en guise de crête. Après avoir passé un casque modifié à Wallace toujours endormi, le manchot actionne le pantalon et le conduit jusqu'au musée, mettant à profit sa capacité à marcher sur les murs et le plafond pour passer par l'aération et déjouer les systèmes de sécurité. Il projette de voler le diamant au moyen d'une pince mécanique dissimulée dans le casque que porte Wallace.
Mais une mauvaise manœuvre déclenche l'alarme, et Feather est contraint de s'enfuir avec Wallace (désormais réveillé) du musée. De retour à la maison, Wallace découvre que le voleur n'est autre que son locataire, et est contraint de rentrer avec Gromit dans l'armoire, sous la menace du revolver de Feather, qui ferme le meuble à clé. Grâce au pantalon électronique, les deux compères parviennent à s'échapper et poursuivent Feather, qui s'en allait avec le diamant dans son sac. Ce dernier est contraint de se réfugier sur le train électrique miniature qui parcourt la maison. Après une course poursuite rocambolesque, Wallace et Gromit parviennent à neutraliser le manchot, qu'ils remettent aux autorités, qui l'enferment dans un zoo.
Les deux amis fêtent leur victoire devant une tasse de thé, pendant que le pantalon électronique, mis à la poubelle par Wallace, s'actionne de lui-même, et s'en va très loin...

## Fiche technique
Sauf indication contraire, les informations mentionnées dans cette section peuvent être confirmées par la base de données cinématographiques IMDb,  présente dans la section « Liens externes ».
- Titre original : The Wrong Trousers
- Titre français : Un mauvais pantalon
- Réalisateur : Nick Park
- Scénario : Bob Baker et Nick Park
- Musique : Julian Nott
- Montage : Helen Garrard
- Direction artistique : Yvonne Fox
- Production : Christopher Moll
  - Production exécutive : Peter Lord, David Sproxton, Colin Rose et Peter Salmon
- Sociétés de production : Aardman Animations, en association avec BBC Bristol, BBC Lionheart Television et Children's BBC International
- Pays de production :  Royaume-Uni
- Langue originale : anglais
- Format : couleurs - 1,37:1 - Dolby Stéréo
- Dates de sortie[1],[2] :
  - Italie : 4 septembre 1993 (première mondiale, Mostra de Venise)
  - Royaume-Uni : 26 décembre 1993 (première à la télévision) ; 10 juillet 1994 (sortie en salles)
  - États-Unis : octobre 1993 (Festival de Chicago) ; 3 décembre 1993 (sortie limitée : New York) ; 17 décembre 1993 (sortie nationale)
  - France : février 1994 (Festival de Clermont-Ferrand) ; 21 décembre 1994 (sortie nationale) ; 23 novembre 2016 (ressortie en numérique)
  - Canada : septembre 1994 (Festival d'Ottawa) ; 23 juin 1996 (sortie nationale)

## Distribution
Sauf indication contraire, les informations mentionnées dans cette section peuvent être confirmées par la base de données cinématographiques IMDb,  présente dans la section « Liens externes ».
- Peter Sallis (VF : Gilbert Lévy)[3] : Wallace

## Distinctions
Sauf indication contraire, les informations mentionnées dans cette section peuvent être confirmées par la base de données cinématographiques IMDb,  présente dans la section « Liens externes ».

### Récompenses
- Festival du cinéma international en Abitibi-Témiscamingue 1993 : Prix Animé[réf. nécessaire]
- Oscars 1994 : meilleur court métrage d'animation
- Festival international du court métrage de Clermont-Ferrand 1994 :
  - Mention spéciale du jury - Compétition internationale
  - Prix de la presse - Compétition internationale
  - Prix du public - Compétition internationale